# Mesestola guadeloupensis
Mesestola guadeloupensis är en skalbaggsart som beskrevs av Stefan von Breuning 1980. Mesestola guadeloupensis ingår i släktet Mesestola och familjen långhorningar.
Artens utbredningsområde är Guadeloupe. Inga underarter finns listade i Catalogue of Life.